# Svoboda (1948−1954)
Svoboda je bila kulturna revija koroških Slovencev.
Revijo je v presledkih v letih 1948−1954 izdajala Slovenska prosvetna zveza, izhajala je v Celovcu. Ves čas je bil njen urednik Franci Zwitter. V njej so med drugimi objavljali Anton Brandner, Matej Bor, Julij Felaher, Miha Klinar, Prežihov Voranc, Franjo Ogris, Karel Prušnik, Lojze Ude, Franci in Mirt Zwitter. Revija je objavljala leposlovne, zgodovinske, etnografske in politične prispevke. 